# It Don't Mean a Thing (If It Ain't Got That Swing)
It Don't Mean a Thing (If It Ain't Got That Swing) è una canzone, divenuta uno standard jazz, composta nel 1931 da Duke Ellington, con testo di Irving Mills.

## Storia

Duke Ellington dirige dal piano alla Hurrican Ballroom. New York, circa 1946. (Foto William P. Gottlieb)

La cantante cui era destinato il brano era Ivie Anderson che la incise con assoli del trombonista Tricky Sam Nanton e di Johnny Hodges al sassofono contralto.
Ellington aveva composto la musica nell'agosto di quell'anno durante l'intervallo di uno spettacolo alla Lincoln Tavern di Chicago; la prima registrazione da parte dell'autore e dell'orchestra fu fatta per la Brunswick Records (Br 6265) il 2 febbraio 1932.
Il titolo era una frase che era spesso solito enunciare l'ex trombettista di Ellington Bubber Miley, che in quei giorni stava morendo di tubercolosi.
La canzone divenne rapidamente famosa anche perché esprimeva, come scrisse Ellington "il sentimento musicale che era condiviso dalla maggioranza dei musicisti jazz dell'epoca."
Questa fu forse la prima canzone ad usare il termine "swing" nel titolo, facendolo entrare nel linguaggio comune all'inizio di quella che fu poi chiamata "l'età dello swing". Il brano rimase nel repertorio dell'orchestra per decenni (fino al suo scioglimento) e veniva eseguita quasi ad ogni concerto.
Dopo la Anderson, il ruolo di cantante per questo pezzo era di solito ricoperto da Ray Nance, che ebbe anche l'idea di cantare il ritornello "Duh-wah-du-wah-du-wah-du", che nelle prime versioni era un riff dei gelati al cioccolato
.

## Personale della versione del 1932
- Ivie Anderson, voce
- Duke Ellington, direzione d'orchestra e piano
- Fred Guy, banjo e chitarra
- Wellman Braud, contrabbasso
- Harry Carney, clarinetto, sax alto, sax baritono
- Johnny Hodges, clarinetto, sax alto, sax soprano
- Barney Bigard, clarinetto, sax tenore
- Sonny Greer, batteria
- Joe "Tricky Sam" Nanton, trombone
- Lawrence Brown, trombone
- Arthur Whetsol, Cootie Williams, Freddy Jenkins, tromba
- Juan Tizol, trombone a pistoni

## Esecuzioni notevoli
- Washboard Rhythm Kings - allo washboard - Washboard Rhythm Kings Vol. 3 (1932)
- Django Reinhardt con Stéphane Grappelli - Swing from Paris (1935)
- Thelonious Monk - Thelonious Monk plays the Music of Duke Ellington (1955)
- Rosemary Clooney - con lo stesso Ellington nell'album Blue Rose (1956)
- Ella Fitzgerald - Ella Fitzgerald Sings the Duke Ellington Songbook (1957), Ella and Duke at the Cote D'Azur (1967), Ella in London (1974)
- Nina Simone - Nina Simone Sings Ellington (1962)
- Carmen McRae, Betty Carter - The Carmen McRae-Betty Carter Duets (1987)
- Tony Bennett - MTV Unplugged: Tony Bennett (1995), Bennett Sings Ellington: Hot & Cool (1999)
- Gabin - Doo Uap, Doo Uap, Doo Uap
- The Puppini Sisters - in The Rise and Fall of Ruby Woo (2007)
- Tony Bennett e Lady Gaga - in Cheek to Cheek (2014)